# きちがい

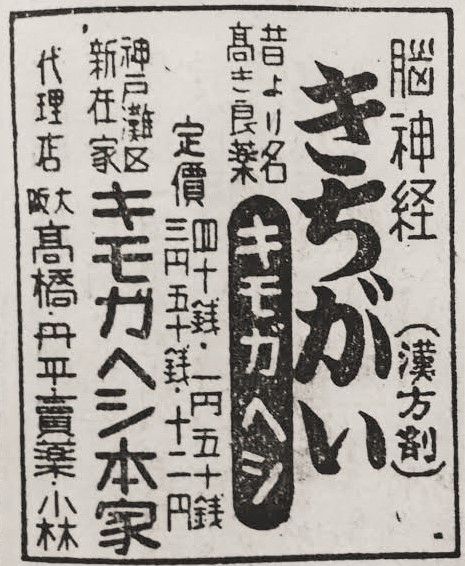
漢方薬キモガヘシの広告

きちがいとは、本来は発狂した人間、端的に状態が著しく常軌を逸した人間を指す。漢字では気違い、気狂いと表記する。また、気が違う、気が狂う、気がふれる、狂人（きょうじん）、キチガイ、キ印（キじるし）とも表現する。インターネットスラングでは基地外、または略してキチ、基地と表記することもある。動詞にすると、「気違いじみる」（自上一）などと使われる。転じて理性が欠如した者や「釣りキチガイ」など愛好家に対する蔑称として使われた。現代の日本では一般的に放送禁止用語としても知られる。

## 概説
江戸時代に精神病の呼称として平安時代からの「物狂い」に加えて「きちがひ（幾知可比）」としてこの言葉が生まれた。当時の公文書、少なくても仕置に関する公文書（たとえば判例集の御仕置裁許帳）では、江戸時代はじめ1670年代から1680年代までは「気違」が使われていたが、罵り言葉としてもしばしば使われる一方で、「○○キチガイ」といった表現は「○○愛好家」「○○マニア」といった肯定的な意味で使われている。
テレビ等の日本のメディアで使用が忌避される単語だが、1970年代頃まではテレビや書籍、漫画などのメディア媒体や一般の会話でも日常的に使われていた。1974年以降一時期、精神障害者の家族らで構成される精神障害者家族会の会の一部から、家族は萎縮し、回復治療期に、テレビ・ラジオでこの語を聞いた精神障害者がショックを受けることにより、治癒を妨げるなどの医学的根拠を理由に大阪の各放送局が激しい抗議を受けたことが発端となり、以降使用自粛につながった。テレビ・ラジオを一日中モニターする体制を整え、NHK、民放を問わず、時には団体幹部の独断でも抗議するという激しさであった。
このため、現在では一般に放送禁止用語と呼ばれる放送を自粛すべき言葉とされているが、これに関する明文化されたルールは存在しない。これが転化して放送禁止用語＝差別用語とみなされるようになった。スタジオには「気違いは禁句」と書いた紙を貼り出して誤って使用したりすることがないように努めている。例えば『新・荒野の素浪人』第22話「くノ一情話」（1974年5月28日放送）でこの語を使用していたため、放送局で最初に抗議を受けた毎日放送では謝罪し、1974年8月からスタジオに「きちがいというコトバは禁句」の掲示板を常設することになった。一般社会においても差別用語とされる。
現在ではテレビ・ラジオのみならず、書籍や漫画でも使用されることは減っている。ただし、一般における日常会話では現在でも普通に使用されている。RPGなど自由に名前をつけられるゲームソフトにおいても｢きちがい｣という名前は入力できない場合が多い。昔のドラマやアニメがソフト化される際にこの言葉が入っている場合、以前はカットされる動きがあったが、ボイス部分に不自然な空白（無音）が生まれるため、最近では「原作を尊重する」意味で、冒頭に「お断り」のテロップが入れるのみで手を加えないことも多くなっている。昔の漫画や書籍が近年になって復刻される際にも、「きちがい」や「気が狂う」という表記は「気が変になる」「気がおかしくなる」など、比較的穏当な表現に差し替えられるか、別のセリフに置き換えられることが多い。ただし、一部の復刻本では「当時の表現を尊重」し、断り書きを載せた上でそのままにしている場合もある。現代の漫画や書籍においては「きちがい」と堂々と書かれることはほとんどないものの、「き○がい」など一部を伏字にした上で書かれる例もある。
「気」という言葉の意味は日本語的に広い解釈があり（たとえば「病気」「気が弱い」など）、「気」という物の概念の広さから、ほかの人と違う考えを持っている、あるいは若干ずれた考えを持っているという意味も含むという本来の趣旨とかけ離れ、単に世間から見て異常な行動を取る人物、または社会的に容認されない行動、もしくはその人物そのものを指す意味に（悪意的あるいは過剰的に）理解された事情もあり、この言葉を用いることにマスコミ・報道関係が過剰に反応するのはナンセンスであるという意見や、単なる言葉狩りという意見もある。上述の通り、1970年代までは普通に使用されていた言葉であるため、例えばこの時代以前の物語を小説や漫画・映像作品などで描く場合、普通に使用されていたこの言葉が作中に全く登場しなければ時代背景にそぐわないことになるため、作品上においてリアリティが損なわれることにつながるという批判がある。
沖縄国際大学の山口真也准教授は、J-CASTニュースの取材に対し「団体が言ってくる、言ってこないで対応を変えるのはおかしい」とし、「差別とは何かをしっかり考えて言葉を使うべき」とテレビなどの自主規制の方法に疑問を投げかけている。日本民間放送連盟も同じテーマの取材に答えており、「状況に応じて必要があれば使われてもいいはず」とした一方、「表現で傷つく人もいる以上放送できないのは仕方がない」と回答している。

## 医学的根拠
出典は「続・差別用語　用語と差別を考えるシンポジウム実行委員会編　汐文社 ISBN 9784811300979」である。関東学院大学法学部教授である丸山重威が主宰するウェブサイト「ジャーナリズム・マスコミュニケーション・世界の平和と私たちの暮らし」の『また「戦友」を失った…「ジャーナリスト・江上茂さん」のこと』では、「用語と差別を考えるシンポジウム」は1975年に日本新聞労働組合連合、日本出版労働組合連合会、日本民間放送労働組合連合会、映画演劇関連産業労組共闘会、日本放送作家組合、日本俳優連合、放送芸能者協会、全日本視覚障害者協議会の8団体が主催し、提示された用語タブーの実態や資料に本質的な問題を加えて江上茂と丸山重威が出版し、後の「続・差別用語」と「新・差別用語」は実質江上茂が手がけた。
「続・差別用語」に寄せられた精神科医の吉川修のコメントによると、あくまで毎日放送の説明であって、医学的には合点がいかないとしている。第一に、この言葉がストレス、病状悪化、ショックを与えるか否かはその情況によるからで、一般に、自分とは場面や状況で言われたこの「言葉」「音声」が患者の病状を悪化させるとは考えられないとしている。

## 参考

### 三河物語
大久保彦左衛門の『三河物語』に、「波切孫七郎ト申は、無レ隠武辺之者、又ハ気チガ（イ）者ナレバ」とある。三河一向一揆の際に、主君の徳川家康に逆心した家臣を指していたようである。

### 趣味
趣味などに常識を超えて没頭する者のことを「○○キチ」や「○○きちがい」と表現するが、現在ではこれらも望ましくない表現とされている。「オトキチ」、「カーキチ」、「碁キチ」、「雀キチ」、「パチキチ」、「トラキチ」など（参照：マニア、おたく）。これは本来侮蔑の意味ではなく一般にも浸透しているため、テレビの生放送などで出演者が言ってしまう放送禁止用語としてよく見られる。古いテレビ番組や映画などでも顕著に見受けられ、放送ではよく削除されている。例外として『釣りキチ三平』があり、このことから熱烈な釣り愛好家のことを釣りきちがい、あるいはツリキチと自称する例は多い。

### イタリア
イタリアでは狂人を表す語としてfolle（フォッレ）、matto（マット）、pazzo（パッツォ）があるが、侮辱的なニュアンスはほとんどない。

## 表現使用と対応他

### 放送関連での対応
- ジャン＝リュック・ゴダールの名作『気狂いピエロ』は、テレビではフランス語タイトルの『ピエロ・ル・フ』で放映されることが多い[要出典]。
- 横溝正史の『獄門島』では、主人公である金田一耕助が「季違い」と「気違い」を混同するという、作品のトリックに関する重要なシーンがある。過去に映画やテレビドラマとして制作されたことはあるものの、この語が放送禁止用語として指弾されてからは、テレビではそのまま放送せず、苦肉の策としてその部分のみ削除を行い、新たにドラマ化される場合はストーリーを改変している。
- かつて製作された映画やテレビ番組などを後に再放送したりソフト化、配信する際、「きちがい」の語を含む部分は編集されるか音声を消去され、程度のはなはだしい場合は放送回自体を省かれる。サブタイトルに「きちがい」の語が含まれている場合は、サブタイトルを改題する場合もある。DVDやマガジンでは、冒頭にその件を知らせる字幕が挿入されることがある。
  - テレビドラマ『東京警備指令 ザ・ガードマン』の第39話「わたしは人殺しなの」（1965年（昭和40年）12月31日放送）は、セリフに「きちがい」の語が多数登場し、また「犯罪を犯しやすい」という差別的表現があるため、再放送時に欠番となった。ただし、DVDには収録されている。
  - 子供向け特撮ドラマ『怪奇大作戦』の第24話「狂鬼人間」（1969年（昭和44年）2月23日放送）は、刑法第39条第1項「心神喪失者ノ行為ハ之ヲ罰セス」の規定をテーマとしているため、後に円谷プロによって正式に「永久欠番指定」され、再放送は1984年（昭和59年）に岡山放送で行われた時（この際にも一部がカットされている）を最後に、ソフト化は1995年の発売当日に店頭から回収となり予約分のみが流通したLDボックスを最後に、そのエピソードの再放送はおろか、ソフト販売も一切不可とされている。
  - 子供向け特撮番組『ジャンボーグA』の第26話「グロース第2号作戦 気ちがい星とノンビリゴン」（1973年（昭和48年）7月11日放送）は、ソフト化の際に「グロース第2号作戦 謎! ノンビリゴンの正体」と改題された。ただし、再放送は改題されていない。
  - 子供向け特撮番組『クレクレタコラ』の第220話「気違い真似して気が触れたの巻」（1974年（昭和49年）8月2日放送）は、そのサブタイトルと内容により再放送で欠番となった。ただし、DVDには収録されている。
- プロレス団体大日本プロレス所属の"黒天使"沼澤邪鬼は、「キチ○イの神様」と自称し、チーム「045邪猿気違's（ゼロヨンゴ・ジャンキーズ）」でタッグを組む葛西純とともに「キチ○イ」をキャッチフレーズとしている。そのため同団体の中継番組「大日大戦」では、地上波放送の際に「キチ○イ」の部分に「ピー音」がかぶせられる。当選手のマイクパフォーマンス中に観客からの「キチガイ」コールは修正できないため、CSは修正なしのパターンもあり、地上波はシーン自体がカットとなる（キチ○イの表記については"黒天使"沼澤邪鬼を参照）。
- ニュースや報道でのインタビューで一般人が「きちがい」といった場合、字幕テロップでその発言の「きちがい」の部分が別の単語に差し替えられることがある。例として、子供が行方不明になった母親を見た人がインタビュアーに対し「きちがいのように子供を捜していた」と言う部分の『きちがい』を『夢中になって』に差し替えた。
- ニュース番組・報道番組やドキュメンタリー番組などで、沖縄県の在日米軍基地問題を取り上げる際に使う例として「基地外」では「きちがい」と音が同じになってしまうので『基地の外（きちのそと）』と、言い換えて表現している。ただし「基地の外」という表現であってもダブルミーニングとみなされ不適切な表現とされることがあり、2017年1月2日放送の『ニュース女子』で使われた「基地の外の反対派によるフェンスへの抗議活動」などの表現に対してBPOから放送倫理違反であるとの指摘があった。
- 2022年のFIFAワールドカップ カタール大会準決勝戦を生中継したABEMAでは、試合後にフリアン・アルバレスとリオネル・メッシのインタビューを同時通訳した通訳が、スペイン語の「loco」を「きちがい」と訳し何度も連呼した。そのため、インタビューの放送は二度にわたり打ち切られ、スタジオのアナウンサーが「不適切な発言があった」と謝罪した[9]。

### 出版
- 藤子・F・不二雄原作の幾つかの漫画作品において、社会通念上、表現が改められているものが見受けられる。
  - 『ドラえもん』では、「狂う」やそれに類似した言葉は版を重ねる度に改訂されており、その際は「おかしくなった」などの表記に変更されている。ひみつ道具の「狂音波発振機」や「狂時機(マッド・ウォッチ)」においては漢字を「驚」に置き換えるという改訂も行われており、後者においては漢字と英訳された読みに、意味の違いが生じている。また、『小学一年生』1970年11月号掲載の「クルパーでんぱの巻」は藤子・F・不二雄大全集収録時に「おかしなでんぱ」に改題された。
  - 『パーマン』では、パーマンが仲間以外に正体を知られた場合、秘密を守るため旧作では「脳細胞破壊銃でクルクルパー（廃人）にされる」という設定とされていたが、新作では「動物に変えられてしまう」という設定に変更された。他にも、第1話で須羽ミツ夫がバードマンに対して言った「おじさんは精神病院から抜け出してきたんだね」というセリフは、新版では「おじさんは僕をからかってるんだね」に変更されている。そして小学館の単行本の1995年以降の版では、それまで収録されていた人食い人種が登場する「怪獣さがし」と、毒矢を用いて人を発狂させる犯罪者が登場する「くるわせ屋」[10] の2本が削除された（この2本は後に「藤子・F・不二雄大全集」では再び収録されている）。
- 1962年に刊行された早川書房の異色作家短篇集に収録された、フレドリック・ブラウンの『さあ、気ちがいになりなさい』（星新一・訳）は、2005年の新装版でもそのまま刊行された。
- 書籍等出版物の中には「学術的な事実関係を正確に記述するためであり、決して人権を損なう意図ではない」と、予め断った上で使用しているものもある。また、著者が故人である場合、修正を施す事は死後も有効である著者の「著作者人格権」を侵害してしまう。そのため、当時の通例表現であり、現代では不適切な表現であるが、差別を助長する訳ではない旨、注意書きを付記するなどの処置が取られる事がある。

### コンピュータソフト
- 日本語入力システムによっては「気違い」と変換されないよう、初期設定では単語登録されていないことがある。そのため「基地外」と誤変換され、これがインターネット掲示板の「2ちゃんねる」などで使用されている。他に、「キティ・ガイ（略してキティ）」などのカタカナを用いたスラング的な表現も用いられている。詳しくは2ちゃんねる用語参照。
  - 逆に、在日米軍基地や自衛隊等の軍事施設の敷地外（本来の意味での「基地外」）を指す場合に、「気違い」を連想させないよう「基地外」ではなく「基地の外」（きちのそと）と言い換えられる。
  - Google日本語入力では「吉外」と変換される。

### 音楽
- THE BLUE HEARTSの楽曲『終わらない歌』の歌詞に「終わらない歌を歌おう キチガイ扱いされた日々」というものがあるが、CDで歌詞が該当するボーカルの部分にギターを被せ聞き取りづらくしている。またCDに付属する歌詞カードの表記についても「…」と表記されている。但しコンサートでは、きちんと「キチガイ」と歌っている。
  - 同楽曲が使用されている日本映画「リンダ リンダ リンダ」でも同様の措置が採られた。

### 著名人の発言
- 1996年のアトランタオリンピックの際、水泳の日本代表選手であった千葉すずが「日本人はメダル気違い」というコメントを残し、議論を呼んだ。

- 2007年7月21日、当時の外務大臣麻生太郎が「酒は『きちがい水』だとか何とか皆言うもんだから、勢いとかいろんなことありますよ」と発言したことに対して、毎日新聞が2007年7月21日付にて「問題発言である」と主張した。本来「きちがい水」という言い回しそのものは、古典落語にもある江戸時代からの伝統的な言い回しである。

### ゲーム
- 任天堂のゲーム「どうぶつの森」で、手紙や掲示板に「きちがい」または「キチガイ」と入れると、自動的にその部分が削除されるようになっている。
- ポケットモンスターシリーズでは「ブラック・ホワイト」シーズン以降、「きちがい」「キチガイ」を含む不適切な言葉をニックネームなどに設定できなくなっている。
- スクウェア・エニックス（旧エニックス）のドラゴンクエストシリーズではキャラクターの名前変更時に「きちがい」と入力すると、命名神の逆鱗に触れるという警告を受ける。それを無視して変更を強行すると、以後名前が容易に変更できなくなり、再変更時には罰金としてゲーム上の所持金から多額の料金を請求される。ただし、これは名前として不適切な言葉全般に対する処置である。

### コンピュータネットワーク
- ヤフコメなどの電子掲示板では、この単語を含む投稿は差別用語とみなされ掲示されない。

### その他
- 東海地方や近畿地方（特に名古屋弁や大阪弁）では、年齢の上下関係なく、ごく一般的な言葉として登場することがままある。熱烈な中日ドラゴンズのファンや阪神ファンを指して、「ドラキチ」「トラキチ」と呼ぶことがある。
- 俳句の世界には『季ちがい』という言葉があり、季節外れの題材あるいは季語を用いた際に用いられる。現代社会においてこの言葉は誤解を招くとして、報道機関・出版物では「季節違い」「季語違い」と言い直されている。
- 非常に危険であることのたとえとして、『気違いに刃物』という慣用句がある。
- 酒（日本酒）について、『きちがい水』という俗語がある。
- 黄色のことを『きちがい色』と称する場合がある。
- チョウセンアサガオやハシリドコロには、毒性がある事から『キチガイナスビ』という異名がある。
- 日本三大奇書とされる、夢野久作の長編怪奇小説『ドグラ・マグラ』に、精神科病院の恐ろしさを歌ったとされる「キチガイ地獄外道祭文」という一見支離滅裂な文体で構成されたパートが登場する[11]。
- インターネットで使われる俗語として、マジキチ、キチなどが存在する。